# The Great Commandment (Lied)
The Great Commandment ist ein Lied und die Debütsingle der deutschen Synthiepop-Band Camouflage aus dem Jahr 1987.

## Entstehung und Inhalt
The Great Commandment ist ein Synthiepopsong, der starke Einflüsse von Depeche Mode, insbesondere aus dem New Wave aufweist. Der von Unterdrückung und falschen Verurteilungen handelnde Titel wurde von den Camouflage-Mitgliedern Oliver Kreyssig, Heiko Maile und Marcus Meyn geschrieben und komponiert. Die Band produzierte den Titel selbst mit Axel Henninger als Koproduzenten. Die Band veröffentlichte diesen zunächst im Jahr 1986 als Suddenly Went Away auf Kassette in ihrer Heimatstadt Bietigheim-Bissingen.
Durch einen mit einem anderen Titel gewonnenen Wettbewerb des Hessischen Rundfunks wurde die lokale Plattenfirma Westside Records auf die Gruppe aufmerksam. Dieser spielte die Band den gerade geschriebenen Song The Great Commandment vor und überzeugte diese, ihn zunächst als Single und in der Folge auch ein Album zu produzieren. Während der Studioaufnahmen lernte die Gruppe eine Promoterin kennen, die später auch Managerin der Band wurde. Sie überzeugte Westside, dass die Gruppe einen starken Vertrieb bräuchte, wurde beauftragt Gespräche zu führen und brachte die Band so zu Metronome Records, die Camouflage später aus ihrem Vertrag mit Westside kauften.

## Veröffentlichung
Die Erstveröffentlichung von The Great Commandment erfolgte als Debütsingle im September 1987 bei Metronome Records. Weltweit erschienen diverse verschiedene Ausführungen, in Deutschland unter anderem eine 7″-Single mit der B-Seite Pompeji sowie einer 12″-Single, die um einen Remix erweitert wurde. Am 4. März 1988 erschien es als Teil des Debütalbums Voices & Images. Am 9. April 2001 wurde das Lied als The Great Commandment 2.0 neu aufgelegt. Diese Version erschien später auf der Kompilation Archive #01 (2007). Die Demoaufnahme von Suddenly Went Away erschien erstmals offiziell auf dem Boxset The Box 1983–2013 (2014).
Mit dem Song traten Camouflage auch dreimal, am 11. November (Platz sieben), am 16. Dezember 1987 (Platz 1) und am 18. August 1988 (Startnummer eins für die TED-Wahl für die Berolina 1988) in den Ausgaben 218, 219 sowie 227 der ZDF-Hitparade mit Viktor Worms auf.

## Musikvideo
Im schwarz-weißen Musikvideo lauschen Kinder einem Redner, der sie offenbar zu indoktrinieren versucht. Ein Mädchen spielt mit den Bandmitgliedern Ball, kriecht dann unter die Rednertribüne und entlarvt den Redner mittels eines dort versteckten Schaltpults als Roboter, der dann aufgrund ihrer Steuerbefehle erst verrückt spielt – worauf ihn die Kinder auslachen – und dann ausfällt. Regie führte, wie auch bei vielen folgenden Musikvideos, Rainer Thieding. Bis September 2023 zählte es über drei Millionen Aufrufe bei YouTube.

## Rezeption

### Rezensionen
Auf der Webseite udiscover-music.de wurde der Song gemeinsam mit Love Is a Shield als „ewige(r) Klassiker“ gewürdigt.

### Charts und Chartplatzierungen
The Great Commandment stieg am 19. Oktober 1987 auf Rang 27 der deutschen Singlecharts ein und erreichte seine Bestplatzierung drei Wochen später mit Rang 14 am 9. November 1987. Die Single konnte sich 15 Wochen in den Charts platzieren, letztmals in der Chartwoche vom 25. Januar 1988. Bis zur Veröffentlichung von Love Is a Shield (April 1989) war es die best- und längstplatzierte Single der Band. Die Single ist der erste von neun Charthits der Band in Deutschland. Am 23. April 2001 stieg das Lied nochmals als The Great Commandment 2.0 für drei Wochen in den deutschen Singlecharts ein und erreichte mit Rang 85 seine beste Platzierung in der Einstiegswoche.
In den US-amerikanischen Billboard Hot 100 stieg das Lied am 24. Dezember 1988 ein und konnte sich bis zum 11. März 1989 zwölf Wochen in den Top 100 platzieren, seine beste Platzierung erreichte es dabei mit Rang 59. Es avancierte zum einzigen Charthit der Band in den Vereinigten Staaten. Mit The Great Commandment stieg erstmals nach einem halben Jahr wieder ein Titel aus Deutschland in die Billboard Hot 100 ein, zuvor gelang dies zuletzt den Scorpions mit Rhythm of Love am 4. Juni 1988. In den US-amerikanischen Dance Club Songs avancierte The Great Commandment zum Nummer-eins-Hit, wo es drei nicht aufeinanderfolgende Wochen notierte.
| ChartsChartplatzierungen       | Höchstplatzierung | Wochen |
| ------------------------------ | ----------------- | ------ |
| Deutschland (GfK)              | 14 (15 Wo.)       | 15     |
| Vereinigte Staaten (Billboard) | 59 (12 Wo.)       | 12     |

| ChartsChartplatzierungen | Höchstplatzierung | Wochen |
| ------------------------ | ----------------- | ------ |
| Deutschland (GfK)        | 85 (3 Wo.)        | 3      |

### Auszeichnungen für Musikverkäufe
Im Juni 2023 erhielt das Lied eine Goldene Schallplatte für über 250.000 verkaufte Einheiten, was es mit Love Is a Shield (ebenfalls 250.000 verkaufte Einheiten) zur kommerziell erfolgreichsten Single der Band in Deutschland macht.
| Land/Region        | Auszeichnungen für Musikverkäufe (Land/Region, Auszeichnung, Verkäufe) | Verkäufe |
| ------------------ | ---------------------------------------------------------------------- | -------- |
| Deutschland (BVMI) | Gold                                                                   | 250.000  |
| Insgesamt          | 1× Gold ·                                                              | 250.000  |